# Історія лібералізму
Лібералізм, віра у свободу, рівність, демократію та права людини, історично пов'язаний з такими мислителями, як Джон Лок та Монтеск'є, а також з конституційним обмеженням влади монарха, утвердженням верховенства парламенту, прийняттям законопроєкту про права та встановленням принципу «згоди тих, ким керують». У Декларації незалежності США 1776 року новонароджена республіка, була заснована на ліберальних принципах, не обтяжених спадковою аристократією. У декларації говорилося, що «всі люди створені рівними і наділені своїм творцем певними невід'ємними правами, серед яких життя, свобода і прагнення щастя», повторюючи фразу Джона Лока «життя, свобода і власність». 
Декілька років потому Французька революція скинула спадкову аристократію під гаслом «свобода, рівність, братерство» і стала першою в історії державою, що надала загальне чоловіче виборче право. Декларація прав людини і громадянина, вперше кодифікована у 1789 році у Франції, є основним документом як лібералізму, так і прав людини. Інтелектуальний прогрес епохи Просвітництва, який поставив під сумнів старі традиції щодо суспільств та урядів, зрештою вилився у потужні революційні рухи, які скинули те, що французи називали Ancien Régime, віру в абсолютну монархію та встановлену релігію, особливо в Європі, Латинській та Північної Америки.
Вільгельм Генріх Оранський у Славній революції, Томас Джефферсон у Американській революції та Лафайєт у Французькій революції використали ліберальну філософію для виправдання збройного повалення того, що вони вважали тиранічним правлінням. Лібералізм почав швидко поширюватися, особливо після Французької революції. У ХІХ столітті ліберальні уряди було створено країнах Європи, Південної та Північної Америки. У цей час домінуючим ідеологічним супротивником класичного лібералізму був консерватизм, але пізніше лібералізм пережив серйозні ідеологічні випробування з боку нових супротивників, таких як фашизм та комунізм. Ліберальний уряд часто приймав економічні переконання, які проповідували Адам Сміт, Джон Стюарт Мілл та інші, які в цілому підкреслювали важливість вільних ринків і laissez-faire управління, з мінімальним втручанням у торгівлю.
У XIX і на початку XX століття в Османській імперії та на Близькому Сході лібералізм вплинув на періоди реформ, таких як Танзимат та Нахда, а також на зростання світськості, конституціоналізму та націоналізму. Ці зміни, поряд з іншими факторами, допомогли створити відчуття кризи в ісламі, яке триває і донині — це призвело до ісламського відродження. У XX столітті ліберальні ідеї поширилися ще далі, оскільки ліберальні демократії опинилися за переможців в обох світових війнах. У Європі та Північній Америці становлення соціального лібералізму (де його часто називають просто «лібералізмом») стало ключовим компонентом розширення держави загального добробуту.
Сьогодні ліберальні партії продовжують володіти владою, контролем і впливом у всьому світі, але в Латинській Америці, Африці та Азії їм ще належить подолати труднощі. Пізніші хвилі сучасної ліберальної думки та боротьби перебували під сильним впливом необхідності розширення громадянських прав. Ліберали виступали за гендерну рівність, рівність шлюбу і расову рівність, і глобальний громадський рух за громадянські права в XX столітті досяг кількох цілей на шляху до цих цілей.

## Зародження

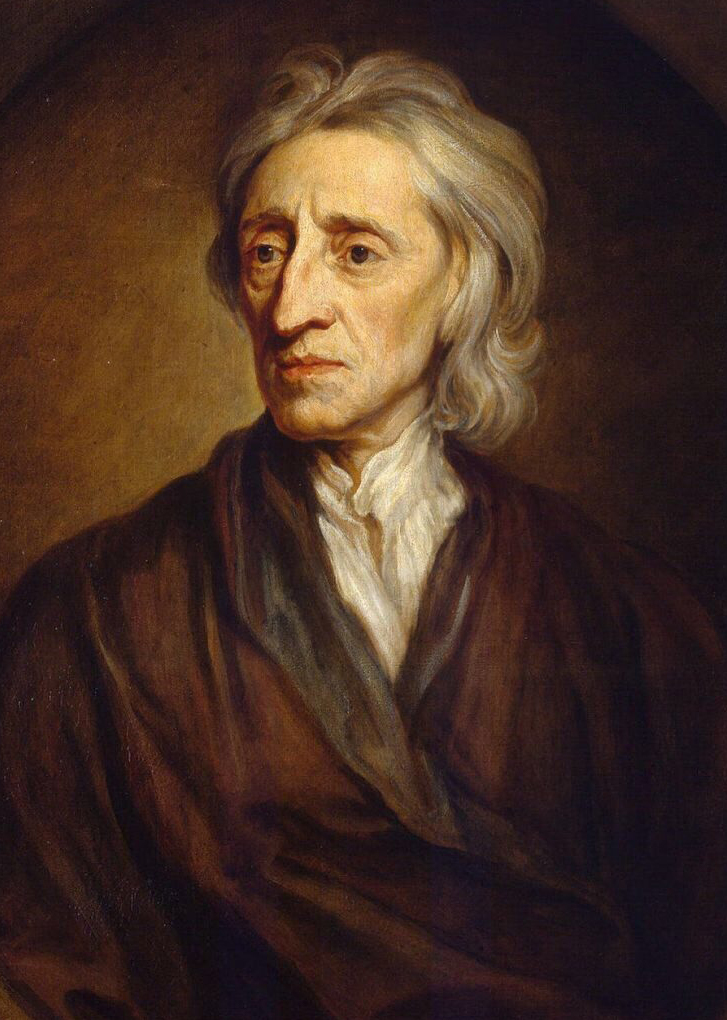
Джон Лок був першим, хто розробив ліберальну філософію, оскільки він послідовно описав елементарні принципи ліберального руху, такі як право на приватну власність і згоду тих, ким керують.

Окремі напрямки ліберальної думки існували в східній філософії з часів китайської епохи Весни та Осені а в західній філософії — з часів Стародавніх Греків, але перші основні ознаки ліберальної політики з'явилися в Новий час. Економіст Мюррей Ротбард стверджував, що китайський даоський філософ Лао-цзи був першим лібертаріанцем, порівнюючи ідеї Лао-цзи про уряд з теорією спонтанного порядку Фрідріха Гаєка. Багато ліберальних концепцій Джона Лока були передвісниками радикальних ідей, які вільно поширювалися в той час. Памфлетист Річард Овертон писав: «Кожній людині від природи дана індивідуальна власність, на яку ніхто не може зазіхнути або узурпувати її... ніхто не має влади над моїми правами і свободами, а я — над правами і свободами інших людей».
 

Ці ідеї вперше були об'єднані в окрему ідеологію англійським філософом Джоном Локом, якого прийнято вважати батьком сучасного лібералізму. Лок розробив радикальну ідею про те, що уряд отримує згоду від керованих, яка повинна бути постійно присутня, щоб уряд залишався легітимним. Основні ідеї Лока сформульовані у його впливових «Двох трактатах про правління» (1690), основоположному тексті ліберальної ідеології. Його наполягання на тому, що законний уряд не має надприродної основи, було різким розривом з попередніми теоріями врядування. Лок також визначив концепцію відокремлення церкви від держави. Виходячи з принципу суспільного договору, Лок стверджував, що існує природне право на свободу совісті, яке, на його думку, має бути захищене від будь-якої державної влади. Він також сформулював загальний захист релігійної толерантності у своєму «Листі про толерантність». Лок перебував під впливом ліберальних ідей Джона Мілтона, який був переконаним прихильником свободи у всіх її формах.

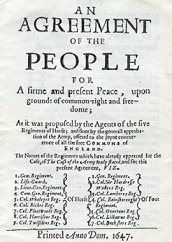
«Угода народу» (1647), маніфест політичних змін, запропонований левелерами під час громадянської війни в Англії, закликав до свободи віросповідання, частого скликання парламенту і рівності перед законом.

Джон Мілтон виступав за відділення церкви від держави як за єдиний ефективний спосіб досягнення широкої віротерпимості. У своїй «Ареопагітиці» Мілтон надав один з перших аргументів на користь важливості свободи слова — «свобода знати, висловлювати і сперечатися вільно, згідно з совістю, понад усіма свободами». 
За своїм впливом на ліберальну політичну думку в Британії та колоніальній Америці XVIII століття Олджернон Сідней поступався лише Джону Локу, його широко читали та цитували опозиціонери-віги під час Славної революції. Аргумент Сіднея про те, що «вільні люди завжди мають право чинити опір тиранічному уряду», широко цитувався патріотами під час Війни за незалежність США, а Томас Джефферсон вважав Сіднея одним з двох першоджерел поглядів на свободу батьків-засновників США. Сідней вважав, що абсолютна монархія є великим політичним злом, і його головна праця «Міркування про уряд» була написана під час кризи виключення (англ. Exclusion Crisis), як відповідь на «Патріархат» Роберта Філмера, що захищав монархію, засновану на божественному праві. Сідней рішуче відкидав реакційні принципи Філмера і стверджував, що піддані монарха по праву мають право брати участь в управлінні державою через поради та консультації.

## Славна революція

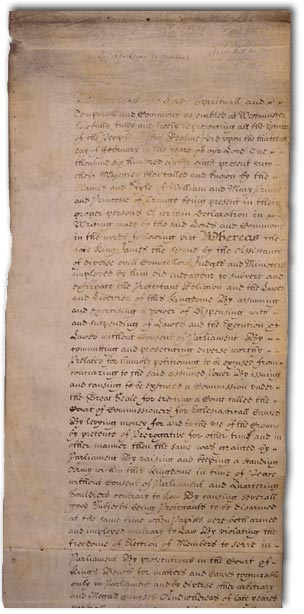
«Білль про права» 1689 року став знаковою частиною ліберального законодавства.

Ізольовані напрямки ліберальної думки, що існували в західній філософії з часів Стародавньої Греції, почали об'єднуватися під час громадянської війни в Англії. Суперечки між парламентом і королем Карлом І за політичне верховенство спричинили масштабну громадянську війну в 1640-х роках, яка завершилася стратою Карла I і встановленням Англійської республіки. Зокрема, левелери, радикальний політичний рух того часу, опублікували свій маніфест «Угода народу», в якому виступали за народний суверенітет, розширення права голосу, релігійну толерантність і рівність перед законом. Вплив ліберальних ідей неухильно зростав протягом XVII століття в Англії й увінчався Славною революцією 1688 року, яка закріпила парламентський суверенітет і право на повстання та призвела до створення, як багато хто вважає, першої сучасної ліберальної держави.
Серед важливих законодавчих віх цього періоду — Закон Habeas Corpus Act 1679 року, який посилив конвенцію, що забороняла затримання без достатніх підстав чи доказів. Білль про права 1689 року офіційно встановив верховенство закону і парламенту над монархом і виклав основні права для всіх англійців. Білль оголосив незаконним королівське втручання в законодавство і вибори до парламенту, зробив необхідною згоду парламенту на введення будь-яких нових податків і заборонив утримувати постійну армію в мирний час без згоди парламенту. 
Право подавати петиції до монарха було надано кожному, а «жорстокі та принизливі покарання» (англ. Cruel and unusual punishment) були оголошені незаконними за будь-яких обставин. За цим слідував Акт про віротерпимість 1689 року, який запозичив свій ідеологічний зміст з чотирьох листів Джона Лока, що пропагували віротерпимість. Акт дозволив свободу віросповідання нонконформістам (протестантам), які відмовлялися складати присягу на вірність і верховенство Англіканській церкві. 
У 1695 році парламент відмовився поновити дію Закону про ліцензування преси 1662 року, що призвело до безперервного періоду безпрецедентної свободи преси.

## Епоха Просвітництва
Розвиток лібералізму продовжувався протягом усього XVIII століття разом зі зростаючими ідеалами епохи Просвітництва. Це був період глибокого інтелектуального піднесення, який поставив під сумнів старі традиції і вплинув на кілька європейських монархій протягом усього XVIII століття. На відміну від Англії, французький досвід XVIII століття характеризувався увічненням феодальних виплат і прав та абсолютизмом. Ідеї, які кидали виклик статус-кво, часто жорстоко придушувалися. Більшість філософів французького Просвітництва були прогресивними в ліберальному сенсі і виступали за реформування французької системи правління на більш конституційних і ліберальних засадах. Американське Просвітництво — це період інтелектуального бродіння в тринадцяти американських колоніях у 1714–1818 роках, який призвів до Американської революції та створення Американської республіки. Під впливом європейського Просвітництва XVIII століття та власної американської філософії, американське Просвітництво застосувало наукову аргументацію до політики, науки та релігії, пропагувало віротерпимість та відновило літературу, мистецтво та музику як важливі дисципліни та професії, гідні вивчення в коледжах.

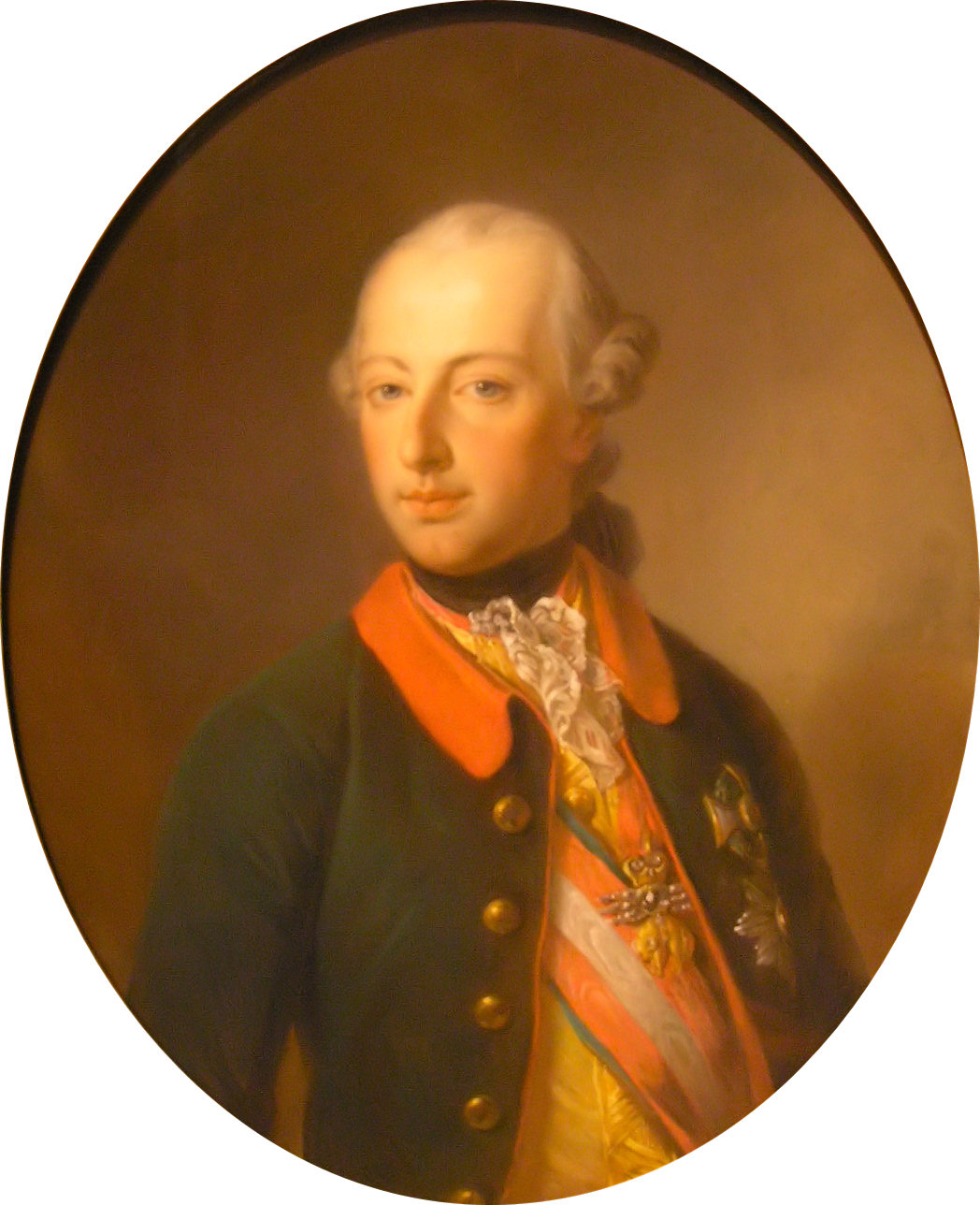
Йосиф II Австрійський був архетипічним освіченим монархом, і хоча він зберігав віру в абсолютистську монархію, він також виступав за низку ліберальних реформ.

Яскравим прикладом монарха, який серйозно поставився до проекту Просвітництва, був Йосиф II Австрійський, який правив з 1780 по 1790 рік і здійснив широкий спектр радикальних реформ, таких як повне скасування кріпацтва, запровадження рівного оподаткування для аристократії та селянства, запровадження інституту віротерпимості, включаючи рівні громадянські права для євреїв та придушення католицької релігійної влади на всій території своєї імперії, що сприяло створенню більш світської нації.  Окрім Просвітництва, висхідна хвиля індустріалізації та урбанізації в Західній Європі протягом XVIII століття також сприяла зростанню ліберального суспільства, стимулюючи комерційну та підприємницьку діяльність.
На початку XVIII століття Партія Співдружності (англ. Commonwealth men) та Партія країни (англ. Country Party) в Англії пропагували республіканізм і засуджували поширену політичну корупцію і брак моралі в епоху Волпола, вважаючи, що тільки громадянська чеснота може захистити країну від деспотизму і розорення. Серія есе, відома як «Листи Катона» (англ. Cato's Letters), опублікована в Лондонському журналі в 1720-х роках і написана Джоном Тренчардом і Томасом Гордоном, засуджувала тиранію і висувала принципи свободи совісті та свободи слова. Вони мали важливий вплив на розвиток республіканізму в Сполучених Штатах.
У 1760-х роках «мідлсекські радикали» на чолі з політиком Джоном Вілксом, якого було виключено з Палати громад за підбурювальний наклеп, заснували Товариство захисту Білля про права і розвинули переконання, що кожна людина має право голосу і «природний розум» дозволяє їй правильно судити про політичні питання. Свобода полягала у проведенні частих виборів. Це стало початком довгої традиції британського радикалізму.

### Французьке Просвітництво
На відміну від Англії, французький досвід XVIII століття характеризувався увічненням феодалізму та абсолютизму. Ідеї, які кидали виклик статус-кво, часто жорстоко придушувалися. Більшість філософів французького Просвітництва були прогресивними в ліберальному сенсі і виступали за реформування французької системи правління на більш конституційних і ліберальних засадах.
На початку XVIII століття Монтеск'є написав низку надзвичайно впливових праць, серед яких «Перські листи» (1717) та «Про дух законів» (1748). Остання мала величезний вплив як у Франції, так і за її межами. Монтеск'є виступав за конституційну систему правління, збереження громадянських свобод і закону, а також за те, що політичні інститути повинні відображати соціальні та географічні аспекти кожної спільноти. Зокрема, він стверджував, що політична свобода вимагає поділу державної влади. Спираючись на «Другий трактат про правління» Джона Лока, він виступав за те, щоб виконавчі, законодавчі та судові функції уряду були розподілені між різними органами, щоб спроби однієї гілки влади зазіхнути на політичну свободу могли стримуватися іншими гілками влади. У тривалому обговоренні англійської політичної системи, якою він дуже захоплювався, він намагався показати, як цього можна досягти і забезпечити свободу навіть в умовах монархії. Він також зазначає, що свобода не може бути захищеною там, де немає поділу влади, навіть у республіці. Він також підкреслив важливість надійної правової процедури, включаючи право на справедливий суд, презумпцію невинуватості та пропорційність суворості покарання.
Іншою важливою постаттю французького Просвітництва був Вольтер. Спочатку вірячи в конструктивну роль освіченого монарха у покращенні добробуту народу, він зрештою дійшов нового висновку: «Ми самі повинні доглядати за своїм садом». Його найбільш полемічні та запеклі випади проти нетерпимості та релігійних переслідувань дійсно почали з'являтися через кілька років. Незважаючи на численні переслідування, Вольтер залишався мужнім полемістом, який невтомно боровся за громадянські права — право на справедливий суд та свободу віросповідання — і викривав лицемірство та несправедливість Старого порядку.

## Епоха революцій

### Американська революція
Політична напруженість між Англією та її американськими колоніями зросла після 1765 року і Семирічної війни через питання оподаткування без представництва, кульмінацією якої стала Декларація незалежності нової республіки 1776 року та успішна Війна за незалежність Сполучених Штатів.
Інтелектуальне підґрунтя незалежності було закладено памфлетистом Томасом Пейном. Його памфлет «Здоровий глузд» на підтримку незалежності був анонімно опублікований 10 січня 1776 року і одразу ж здобув успіх. Його читали вголос скрізь, включаючи армію. Він започаткував стиль політичного письма, який зробив складні ідеї легко зрозумілими.
Декларація незалежності, написана в комітеті, в основному Томасом Джефферсоном, перегукується з ідеями Лока. Після війни лідери дебатували про те, як рухатися далі. Статті Конфедерації, написані в 1776 році, тепер здавалися недостатніми для забезпечення безпеки або навіть функціонального уряду. Конгрес Конфедерації скликав Конституційний конвент у 1787 році, в результаті якого була написана нова Конституція Сполучених Штатів, що встановлювала федеральний уряд. У контексті того часу Конституція була республіканським і ліберальним документом. Вона залишається найстарішим ліберальним керівним документом, що діє в усьому світі.
Американські теоретики і політики твердо вірять у суверенітет народу, а не в суверенітет короля. Як пише один історик: «Прийняття американцями демократичної теорії, згідно з якою всі уряди отримують свої справедливі повноваження за згодою керованих, як це було сформульовано ще в Декларації незалежності, стало знаковим для епохи».

Американська революція вплинула на Французьку революцію та пізніші рухи в Європі. Леопольд фон Ранке, провідний німецький історик, у 1848 році стверджував, що американський республіканізм відіграв вирішальну роль у розвитку європейського лібералізму:
Відмовившись від англійського конституціоналізму і створивши нову республіку, засновану на правах особистості, північноамериканці представили світу нову силу. Ідеї поширюються найшвидше, коли вони знаходять адекватне конкретне вираження. Так республіканізм увійшов у наш романський/германський світ.... До цього моменту в Європі панувало переконання, що монархія найкраще служить інтересам нації. Тепер поширилася ідея, що нація повинна керувати сама собою. Але тільки після того, як на основі теорії представництва була фактично сформована держава, стало зрозумілим повне значення цієї ідеї. Всі пізніші революційні рухи мають ту саму мету.... Це була повна зміна принципу. До цього часу цар, який правив з Божої ласки, був центром, навколо якого все оберталося. Тепер з'явилася ідея, що влада повинна йти знизу.... Ці два принципи — як два протилежні полюси, і саме конфлікт між ними визначає хід сучасного світу. В Європі конфлікт між ними ще не набув конкретної форми, але з Французькою революцією він набув.

### Французька революція
Історики вважають Французьку революцію однією з найважливіших подій в історії. Революцію часто розглядають як таку, що ознаменувала «світанок сучасної епохи», а її бурхливі події широко асоціюються з «тріумфом лібералізму».
Через чотири роки після Французької революції німецький письменник Йоганн фон Гете сказав переможеним прусським солдатам після битви при Вальмі, що «з цього місця і з цього часу починається нова ера у світовій історії, і ви всі можете сказати, що були присутні при її народженні». Описуючи партисипативну політику Французької революції, один історик зазначив, що «тисячі чоловіків і навіть багато жінок отримали безпосередній досвід на політичній арені: вони по-новому говорили, читали і слухали, голосували, вступали в нові організації і йшли на демонстрації заради досягнення своїх політичних цілей». Революція стала традицією, а республіканізм — надійним шляхом». Для лібералів Революція стала визначальним моментом, і пізніше ліберали майже повністю схвалювали Французьку революцію — «не тільки її результати, але й сам акт», як зазначили два історики.
Французька революція розпочалася у 1789 році зі скликання Генеральних штатів у травні. У перший рік революції члени Третього стану проголосили Клятву в залі для гри у м'яч у червні, а в липні відбувся штурм Бастилії. Двома ключовими подіями, що ознаменували тріумф лібералізму, були скасування феодалізму у Франції в ніч на 4 серпня 1789 року, що ознаменувало крах феодальних і старих традиційних прав, привілеїв і обмежень, і прийняття Декларації прав людини і громадянина в серпні. Під час її розробки консультувалися з Джефферсоном, американським міністром у Франції, і вона має разючу схожість з американською Декларацією незалежності.
Наступні кілька років пройшли під знаком напруженості у відносинах між різними ліберальними асамблеями та консервативною монархією, яка мала намір зірвати основні реформи. У вересні 1792 року було проголошено республіку, а наступного року короля Людовика XVI стратили. Однак конфлікт між конкуруючими політичними фракціями, жирондистами та якобінцями, вилився в епоху терору, що ознаменувалася масовими стратами «ворогів революції», кількість загиблих сягала десятків тисяч. Нарешті Наполеон прийшов до влади в 1799 році, покінчив з будь-якою формою демократії своєю диктатурою, припинив внутрішні громадянські війни, уклав мир з католицькою церквою і завоював більшу частину Європи, поки не зайшов занадто далеко і не зазнав остаточної поразки в 1815 році. Становлення Наполеона диктатором у 1799 році ознаменувало відмову від багатьох республіканських і демократичних завоювань. Однак Наполеон не відновив Старий порядок, навпаки, він продовжив більшість ліберальних реформ і запровадив ліберальний правовий кодекс — Кодекс Наполеона.
Під час наполеонівських війн французи принесли в Західну Європу ліквідацію феодальної системи, лібералізацію законів про власність, скасування сеньйоріальних повинностей, скасування гільдій, легалізацію розлучень, розпад єврейських гетто, крах інквізиції, остаточний кінець Священної Римської імперії, ліквідацію церковних судів і релігійної влади, встановлення метричної системи та рівність перед законом для всіх чоловіків. Наполеон писав, що «народи Німеччини, як і Франції, Італії та Іспанії, хочуть рівності та ліберальних ідей», а деякі історики припускають, що він, можливо, був першою людиною, яка використала слово «ліберал» у політичному сенсі. Він також керував за допомогою методу, який один історик описав як «громадянська диктатура», що «черпала свою легітимність з прямих консультацій з народом у формі плебісциту». Наполеон, однак, не завжди жив відповідно до ліберальних ідеалів, які він сповідував.
За межами Франції Революція мала значний вплив, а її ідеї набули широкого розповсюдження. Крім того, французькі армії в 1790-х і 1800-х роках безпосередньо повалили феодальні пережитки на більшій частині Західної Європи. Вони лібералізували майнові права, скасували сеньйоріальні повинності, ліквідували гільдії купців і ремісників, щоб полегшити підприємництво, легалізували розлучення і закрили єврейські гетто. Інквізиція припинила своє існування, як і Священна Римська імперія. Влада церковних судів і релігійної влади була різко обмежена, а рівність перед законом була проголошена для всіх людей.

Арц підкреслює переваги, які італійці отримали від Французької революції:
Протягом майже двох десятиліть італійці мали чудові кодекси законів, справедливу систему оподаткування, кращу економічну ситуацію і більше релігійної та інтелектуальної толерантності, ніж вони знали протягом століть ... Скрізь були зруйновані старі фізичні, економічні та інтелектуальні бар'єри, і італійці почали усвідомлювати свою спільну національну приналежність.
Так само і в Швейцарії Мартін оцінив довгостроковий вплив Французької революції:
Вона проголосила рівність громадян перед законом, рівність мов, свободу думки і віри; створила швейцарське громадянство, основу нашого сучасного громадянства, і розподіл влади, про який старий режим навіть не здогадувався; скасувала внутрішні тарифи та інші економічні обмеження; уніфікувала міри і ваги, реформувала цивільне і кримінальне право, дозволила змішані шлюби (між католиками і протестантами), заборонила тортури і покращила правосуддя; розвинула освіту і громадські роботи.
Їїї найдовговічніше досягнення, Цивільний кодекс, став «об'єктом наслідування в усьому світі», але він також увічнив подальшу дискримінацію жінок під прапором «природного порядку». Цей безпрецедентний період хаосу та революції незворотно познайомив світ з новим рухом та ідеологією, які незабаром охопили увесь світ. Для Франції, однак, поразка Наполеона призвела до відновлення монархії, і в країні був відновлений ультраконсервативний порядок.

## Класичний лібералізм
Розвиток і становлення класичного лібералізму відбувався до і після Французької революції у Великій Британії і ґрунтувалося на таких основних концепціях, як класична економічна теорія, вільна торгівля, уряд laissez-faire з мінімальним втручанням в економіку і оподаткуванням, а також збалансований бюджет. Класичні ліберали були прихильниками індивідуалізму, свободи та рівних прав. Такі письменники, як Джон Брайт і Річард Кобден, виступали проти аристократичних привілеїв і власності, вбачаючи в них перешкоду для розвитку класу йоменів (фермерів-одноосібників).
Близько 1800 року класичні ліберали підтримували «доктрини вільного ринку та зменшення ролі держави в економічній сфері».

### Радикалізм
Радикальний ліберальний рух розпочався у 1790-х роках в Англії і зосередився на парламентській та виборчій реформі, наголошуючи на природних правах та народному суверенітеті. Такі радикали, як Річард Прайс і Джозеф Прістлі, розглядали парламентську реформу як перший крок до вирішення їхніх численних нарікань, включаючи ставлення до протестантів-розкольників, работоргівлю, високі ціни і високі податки.
«Права людини» Томаса Пейна (1791) викликали реакцію Едмунда Берка з його консервативним есе «Роздуми про революцію у Франції». У подальшій революційній полеміці брала участь, серед інших, Мері Волстонкрафт, яка написала ранній феміністичний трактат «На захист прав жінок». Радикали заохочували масову підтримку демократичних реформ, відкидаючи монархію, аристократію та всі форми привілеїв. Розвивалися різні напрямки руху: реформатори з середнього класу прагнули розширити виборче право для представлення комерційних і промислових інтересів і міст, що не мали парламентського представництва, тоді як народні радикали, що походили з середнього класу і ремісників, агітували за відстоювання ширших прав, включаючи полегшення страждань. Теоретичною основою виборчої реформи стали філософські радикали, які дотримувалися утилітарної філософії Джеремі Бентама і рішуче підтримували парламентську реформу, але загалом вороже ставилися до аргументів і тактики народних радикалів.
Покращення економічних умов після 1821 року, вдосконалення економічного та кримінального законодавства і відмова від політики репресій призвели до зменшення поляризації та більш консенсусної форми політики реформ, яка домінуватиме у Британії протягом наступних двох століть. У 1823 році Джеремі Бентам спільно з Джеймсом Міллем заснував  Westminster Review — журнал для філософських радикалів, що публікував ідеї утилітаристської філософії.
Реформаторський закон 1832 року був прийнятий під впливом громадського резонансу, масових мітингів політичних спілок та заворушень у деяких містах. Він надав виборчі права середнім класам, але не зміг задовольнити радикальні вимоги. Після прийняття Акту про реформу до переважно аристократичних вігів у Палаті громад приєдналася невелика кількість парламентських радикалів, а також зросла кількість вігів із середнього класу. До 1839 року їх неофіційно називали Ліберальною партією. Ліберали висунули одного з найвидатніших британських прем'єр-міністрів — Вільяма Юарта Гладстона, також відомого як Великий Старий, який був найвидатнішою політичною фігурою лібералізму в 19 столітті. Під керівництвом Гладстона ліберали реформували освіту, ліквідували Ірландську церкву і запровадили таємне голосування на місцевих і парламентських виборах.

#### Laissez-faire
Прихильність до laissez-faire не була однозначною. Деякі економісти виступали за державну підтримку громадських робіт та освіти. Класичні ліберали також розділилися у поглядах на вільну торгівлю. Девід Рікардо висловлював сумнів, що скасування тарифів на зерно матиме якісь загальні переваги. Більшість класичних лібералів також підтримували законодавство, що регулювало кількість годин, протягом яких дітям дозволялося працювати, і зазвичай не виступали проти законодавства про фабричну реформу. Незважаючи на прагматизм класичних економістів, їхні погляди були виражені в догматичних термінах такими популярними письменниками, як Джейн Марсе і Гаррієт Мартіно. Найсильнішим захисником свободи підприємництва був журнал The Economist, заснований Джеймсом Вільсоном у 1843 році. The Economist критикував Рікардо за відсутність підтримки вільної торгівлі та висловлював ворожість до соціального забезпечення, вважаючи, що нижчі верстви населення несуть відповідальність за своє економічне становище. The Economist займав позицію, що регулювання робочого часу на фабриках є шкідливим для робітників, а також рішуче виступав проти державної підтримки освіти, охорони здоров'я, водопостачання та надання патентів і авторських прав.

### Ліберальна економічна теорія
Основний інтелектуальний вплив на ліберальні тенденції XIX століття мали Адам Сміт та класичні економісти, а також Джеремі Бентам і Джон Стюарт Мілл. Книга Сміта «Багатство народів», опублікована в 1776 році, повинна була забезпечити більшість ідей економіки, принаймні до публікації книги Мілла  «Принципи політичної економії» в 1848 році. Сміт розглядав мотивацію економічної діяльності, причини цін і розподілу багатства, а також політику, якої повинна дотримуватися держава для того, щоб максимізувати багатство. Економічна теорія Сміта була реалізована на практиці у XIX столітті зниженням тарифів у 1820-х роках, скасуванням Закону про допомогу бідним, який обмежував мобільність робочої сили у 1834 році, та закінченням правління Ост-Індійської компанії в Індії у 1858 році.
Окрім спадщини Адама Сміта, центральними доктринами класичної економічної теорії стали закон Сея, теорії народонаселення Мальтуса та залізний закон заробітної плати Рікардо. Жан Батист Сей піддав сумніву трудову теорію вартості Сміта, вважаючи, що ціни визначаються корисністю, а також наголошував на вирішальній ролі підприємця в економіці. Однак жодне з цих спостережень не було прийнято британськими економістами того часу. Томас Мальтус написав «Дослід щодо закону народонаселення» у 1798 році, який мав значний вплив на класичний лібералізм.
Утилітаризм забезпечив політичне обґрунтування для впровадження британським урядом економічного лібералізму, який мав домінувати в економічній політиці з 1830-х років. Хоча утилітаризм спонукав до законодавчих та адміністративних реформ, а пізніші праці Мілла на цю тему передвіщали появу держави загального добробуту, він переважно використовувався як виправдання laissez-faire. Центральна концепція утилітаризму, розроблена Джеремі Бентамом, полягала в тому, що державна політика повинна бути спрямована на забезпечення «найбільшого щастя для найбільшої кількості людей». Хоча це можна було б інтерпретувати як виправдання дій держави, спрямованих на зменшення бідності, класичні ліберали використовували його для виправдання бездіяльності, аргументуючи це тим, що чиста вигода для всіх людей буде вищою. Його філософія виявилася надзвичайно впливовою на державну політику і призвела до посилення бентамістських спроб державного соціального контролю, включаючи створення Робертом Пілєм Міської поліції Лондона, реформування в'язниць, робітничих домів та притулків для душевнохворих.
Наприкінці XIX століття принципи класичного лібералізму все частіше піддавалися сумніву через спади економічного зростання, зростаюче сприйняття зла бідності, безробіття та відносної депривації, притаманних сучасним індустріальним містам, а також через агітацію за організовану робочу силу. Ідеал самодостатньої людини, яка завдяки наполегливій праці і таланту може знайти своє місце у світі, здавався все більш неправдоподібним. Основна політична реакція проти змін, запроваджених індустріалізацією та капіталізмом laissez-faire, виходила від консерваторів, стурбованих соціальною рівновагою, хоча пізніше соціалізм став більш важливою силою для змін і реформ. Деякі вікторіанські письменники, в тому числі Чарлз Дікенс, Томас Карлайл і Метью Арнольд, стали ранніми впливовими критиками соціальної несправедливості. Новий лібералізм або рух за соціальний лібералізм виник близько 1900 року в Британії.

### Джон Стюарт Мілл та ліберальна політична теорія
Джон Стюарт Мілл зробив величезний внесок у ліберальну думку, поєднавши елементи класичного лібералізму з тим, що згодом стало відомим як новий лібералізм (або соціал-лібералізм). У своїй праці «Про свободу» (1859) Мілл розглядає природу і межі влади, яку суспільство може легітимно здійснювати над індивідом. Він палко захищає свободу слова, стверджуючи, що вільний дискурс є необхідною умовою для інтелектуального і соціального прогресу. Мілл визначав соціальну свободу як захист від «тиранії політичних правителів». Він запровадив низку різних концепцій щодо форм, яких може набувати тиранія, названих відповідно соціальною тиранією і тиранією більшості. Соціальна свобода означала обмеження влади правителя через визнання політичних свобод і прав та створення системи конституційного контролю.
Визначення свободи, дане Томасом Хіллом Гріном під впливом Джозефа Прістлі та Джосайї Уоррена, полягало в тому, що людина повинна бути вільною робити те, що вона хоче, якщо це не завдає шкоди іншим. Мілл також був раннім прихильником фемінізму. У своїй статті «Поневолення жінок» (1861, опублікована 1869) Мілл намагався довести, що юридичне поневолення жінок є неправильним і що воно повинно поступитися місцем досконалій рівності.
 

Хоча початкова економічна філософія Мілла підтримувала вільні ринки і стверджувала, що прогресивне оподаткування карає тих, хто більше працює, пізніше він змінив свої погляди в бік більш соціалістичного ухилу, додавши до своїх «Принципів політичної економії» розділи на захист соціалістичного світогляду і захищаючи деякі соціалістичні ідеї, включаючи радикальну пропозицію скасувати всю систему заробітної плати на користь кооперативної системи заробітної плати. Це дало підстави Людвігу фон Мізесу назвати Мілла «родоначальником бездумного змішування ліберальних і соціалістичних ідей, що призвело до занепаду англійського лібералізму та підриву стандартів життя англійського народу» а також «великим поборником соціалізму».

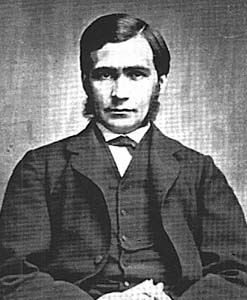
Соціал-ліберальний філософ Томас Хілл Грін почав відстоювати більш інтервенціоністський підхід уряду.

Ліберальна партія, очолювана в парламенті Вільямом Юартом Гладстоном, відображувала усю ширину інтелектуального та соціального спектру. З одного боку, були прогресивні еліти, які прагнули поєднати наукові методи з ліберальною політичною економією. Наприклад, антрополог і член парламенту сер Джон Лаббок дотримувався стратегії використання когнітивної науки для того, щоб ставити під сумнів і формувати державну політику. Лаббок, як відомо, застосовував цей підхід до парламентських дебатів щодо загальної освіти, збереження пам'яток та запровадження банківських вихідних. З іншого боку, Ліберальна партія також мала сильну підтримку серед євангельських та нонконформістських релігійних елементів. Томас Хілл Грін, викладач коледжу Баліол в Оксфорді, стверджував, що держава повинна сприяти і захищати соціальне, політичне та економічне середовище, в якому люди матимуть найкращі шанси діяти згідно з власним сумлінням. Держава повинна втручатися лише тоді, коли існує чітка, доведена і сильна тенденція до поневолення людини свободою. Грін вважав національну державу легітимною лише тією мірою, якою вона підтримує систему прав і обов'язків, що найбільше сприяє самореалізації особистості. 1891 року гладстонські ліберали прийняли «Ньюкаслську програму», яка передбачала автономію Ірландії, ліквідацію англіканської церкви в Уельсі та Шотландії, посилення контролю за продажем спиртних напоїв, значне розширення фабричного регулювання та різні демократичні політичні реформи. Програма мала сильну привабливість для нонконформістського ліберального елементу середнього класу, який відчув себе звільненим після відходу аристократичних лідерів Ліберальної партії.

## Поширення світом
Видатний німецький вчений Вільгельм фон Гумбольдт (1767–1835) зробив значний внесок у розвиток лібералізму, розглядаючи освіту як засіб реалізації індивідуальних можливостей, а не як спосіб прищеплення молоді традиційних ідей, щоб пристосувати її до вже визначеної професії чи соціальної ролі. Бенжамен Констан (1767–1830) у Швейцарії уточнив поняття свободи, визначивши її як умову існування, що дозволяє людині відвернутися від втручання з боку держави чи суспільства.
Рухи аболіціоністів проти рабства та за виборче право поширювалися разом із представницькими та демократичними ідеалами. У 1870-х роках Франція встановила міцну республіку. Тим часом, після 1815 року націоналізм також швидко поширювався. Поєднання ліберальних і націоналістичних настроїв в Італії та Німеччині призвело до об'єднання двох країн наприкінці 19 століття. В Італії до влади прийшов ліберальний режим, який поклав край світській владі Пап. Ватикан, однак, розпочав хрестовий похід проти лібералізму. Папа Пій IX видав у 1864 році Syllabus Errorum («Конспект помилок»), в якому засудив лібералізм у всіх його формах. У багатьох країнах ліберальні сили відреагували на це вигнанням ордену єзуїтів.
Соціал-демократичні ідеї вплинули на лібералізм, починаючи з другої половини XIX століття. Ця нова форма лібералізму була відома під різними назвами в усьому світі, включаючи соціал-лібералізм у Німеччині, новий лібералізм у Великій Британії, солідаризм у Франції, регенераціонізм в Іспанії, епоху Джолітті в Італії та Прогресивістський рух у Сполучених Штатах.
Лібералізм набрав обертів на початку XX століття. Бастіон самодержавства, російський цар, був повалений на першому етапі Російської революції 1917 року, але лібералізм проіснував лише кілька місяців до перемоги більшовизму. Перемога союзників у Першій світовій війні і крах чотирьох імперій, здавалося, ознаменували тріумф лібералізму на всьому європейському континенті, включно з Німеччиною і новоствореними державами Східної Європи. Мілітаризм, характерний для Німеччини, зазнав поразки і був дискредитований. Як стверджує Мартін Блінкхорн, ліберальні теми були висхідними з точки зору «культурного плюралізму, релігійної та етнічної толерантності, національного самовизначення, вільної ринкової економіки, представницького та відповідального уряду, вільної торгівлі, профспілкового руху та мирного врегулювання міжнародних суперечок за допомогою нового органу — Ліги Націй».
Світова Велика депресія, що розпочалася у 1929 році, прискорила дискредитацію ідей економічного лібералізму та посилила заклики до державного контролю над економічними справами. Економічні негаразди спричинили широкі заворушення в європейському політичному світі, що призвело до посилення фашизму та комунізму. Їхнє піднесення у 1939 році вилилося у Другу світову війну. Союзники, до складу яких входили більшість провідних ліберальних держав, а також комуністична Росія, виграли Другу світову війну, розгромивши нацистську Німеччину, фашистську Італію та мілітаристську Японію. Після війни між Росією і Заходом стався розрив, і в 1947 році розпочалася холодна війна між комуністичним Східним блоком і ліберальним Західним блоком.
Тим часом, остаточну соціал-ліберальну відповідь на Велику депресію дав британський економіст Джон Мейнард Кейнс, який розпочав теоретичну роботу з вивчення взаємозв'язку між безробіттям, грошима та цінами ще в 1920-х роках. Кейнс глибоко критикував заходи жорсткої економії британського уряду під час Великої депресії. Він вважав, що бюджетний дефіцит — це добре, продукт рецесії. Він писав: «Урядові запозичення того чи іншого виду є природним засобом, так би мовити, для запобігання втрат бізнесу від того, щоб вони не були настільки великими, щоб привести виробництво до повної зупинки».
У розпал Великої депресії в 1933 році Кейнс опублікував книгу «Засоби до процвітання» (англ. The Means to Prosperity), яка містила конкретні політичні рекомендації щодо боротьби з безробіттям в умовах глобальної рецесії, головним чином, щодо протидії циклічним державним витратам. У «Засобах до процвітання» міститься одна з перших згадок про ефект мультиплікатора. Магнум опус Кейнса, «Загальна теорія зайнятості, відсотків і грошей», був опублікований у 1936 році, і слугував теоретичним обґрунтуванням інтервенціоністської політики, яку Кейнс підтримував для подолання рецесії.
Холодна війна характеризувалася широкою ідеологічною конкуренцією та кількома проксі-війнами, але Третя світова війна між Радянським Союзом та Сполученими Штатами, якої так боялися, так і не відбулася. Поки комуністичні держави і ліберальні демократії змагалися між собою, економічна криза 1970-х років надихнула на відхід від кейнсіанської економіки, особливо під час правління Маргарет Тетчер у Великій Британії (тетчеризм) і Рональда Рейгана (рейганоміка) в США. Це класичне ліберальне оновлення, яке його прихильники і противники назвали «неолібералізмом», тривало впродовж 1980-х і 1990-х років. Тим часом, ближче до кінця XX століття комуністичні держави у Східній Європі стрімко розпалися, залишивши ліберальні демократії єдиними основними формами правління на Заході.
На початку Другої світової війни кількість демократій у світі була приблизно такою ж, як і сорок років тому. Після 1945 року ліберальні демократії дуже швидко поширилися, але потім відступили. У книзі Дух демократії Ларрі Даймонд стверджує, що до 1974 року «диктатура, а не демократія, була способом життя у світі», і що «ледве чверть незалежних держав обрали свої уряди через конкурентні, вільні і чесні вибори». Далі Даймонд стверджує, що демократія відновилася, і до 1995 року світ був «переважно демократичним».
Здобутки лібералізму були значними. У 1975 році приблизно 40 країн світу характеризувалися як ліберальні демократії, але станом на 2008 рік їхня кількість зросла до понад 80. Більшість найбагатших і наймогутніших країн світу є ліберальними демократіями з широкими програмами соціального забезпечення. Однак лібералізм все ще стикається з проблемами, особливо з феноменальним зростанням Китаю як зразкового поєднання авторитарного правління та економічного лібералізму. Велика рецесія, яка розпочалася приблизно в 2007 році, спричинила відродження кейнсіанської економічної думки.
Основним досягненням лібералізму є розвиток ліберального інтернаціоналізму, якому приписують створення глобальних організацій, таких як 
Ліберали прагнуть будувати і захищати вільні, справедливі і відкриті суспільства, в яких вони намагаються збалансувати фундаментальні цінності свободи, рівності і спільноти, і в яких ніхто не поневолений бідністю, невіглаством або конформізмом [...] Лібералізм спрямований на розосередження влади, заохочення різноманітності і плекання креативності.
Ліга Націй, а після Другої світової війни — Організація Об'єднаних Націй. Ідея експорту лібералізму в усьому світі та побудови гармонійного і ліберального інтернаціоналістичного порядку домінувала в мисленні лібералів з XVIII століття. «Скрізь, де лібералізм процвітав всередині країни, він супроводжувався баченням ліберального інтернаціоналізму», — писав один історик. Але опір ліберальному інтернаціоналізму був глибоким і запеклим: критики стверджували, що зростаюча глобальна взаємозалежність призведе до втрати національного суверенітету і що демократії представляють собою корумпований порядок, нездатний ні до внутрішнього, ні до глобального врядування.
Лібералізм (точніше, соціал-лібералізм) часто називають домінуючою ідеологією сучасності. У політичному плані ліберали мають численні організації по всьому світу. Ліберальні партії, аналітичні центри та інші інституції поширені в багатьох країнах, хоча вони відстоюють різні цілі на основі своєї ідеологічної орієнтації. Ліберальні партії можуть бути лівоцентристськими, центристськими або правоцентристськими залежно від їхнього місцезнаходження.
Їх можна також розділити на основі прихильності до соціального лібералізму або класичного лібералізму, хоча всі ліберальні партії та окремі діячі поділяють основні спільні риси, включаючи підтримку громадянських прав та демократичних інститутів. На глобальному рівні ліберали об'єднані в Ліберальний Інтернаціонал, до якого входять понад 100 впливових ліберальних партій та організацій з усього ідеологічного спектру.
Деякі партії Ліберального альянсу є одними з найвідоміших у світі, як, наприклад, Ліберальна партія Канади, тоді як інші — найменші, як, наприклад, Ліберальна партія Гібралтару. На регіональному рівні ліберали організовані через різні інституції, залежно від геополітичного контексту. Наприклад, Європейська партія ліберальних демократів і реформ представляє інтереси лібералів у Європі, тоді як Альянс лібералів і демократів за Європу є домінуючою ліберальною групою в Європейському парламенті.

### Масони

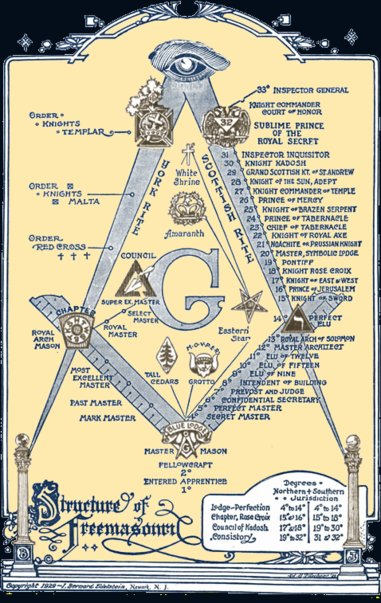
Структура масонства у вигляді схеми.

У довгостроковій історичній перспективі Норман Дейвіс стверджує, що масонство було потужною силою від імені лібералізму в Європі та її колоніях приблизно з 1700 року до двадцятого століття. Воно швидко поширювалося в епоху Просвітництва, охопивши практично всі країни Європи, а також британські та іспанські заморські колонії. Воно було особливо привабливим для королівських осіб, впливових аристократів і політиків, а також інтелектуалів, митців і політичних активістів. Його головним ворогом була Римо-католицька церква, тому в країнах з великим католицьким елементом, таких як Франція, Італія, Австрія, Португалія, Іспанія та Мексика, значна частина запеклих політичних баталій була пов'язана з протистоянням між консерваторами, зосередженими навколо церкви, і лібералами, які часто були масонами.
До 1820-х років кожен полк британської армії мав принаймні одну масонську ложу, і масони почали створювати ложі серед цивільних осіб скрізь, де вони дислокувалися в Британській імперії. У Французькій, Іспанській та Португальській імперіях армійські ложі також брали активну участь у поширенні масонства. У Мексиці XIX і початку XX століття практично всі важливі лідери лібералізму були активними масонами; вони використовували свої ложі як засоби політичної організації. Тоталітарні рухи двадцятого століття, особливо фашисти і комуністи, коли вони прийшли до влади, поставили собі за мету систематично розгромити масонські організації в своїх країнах.

### Африка та Азія

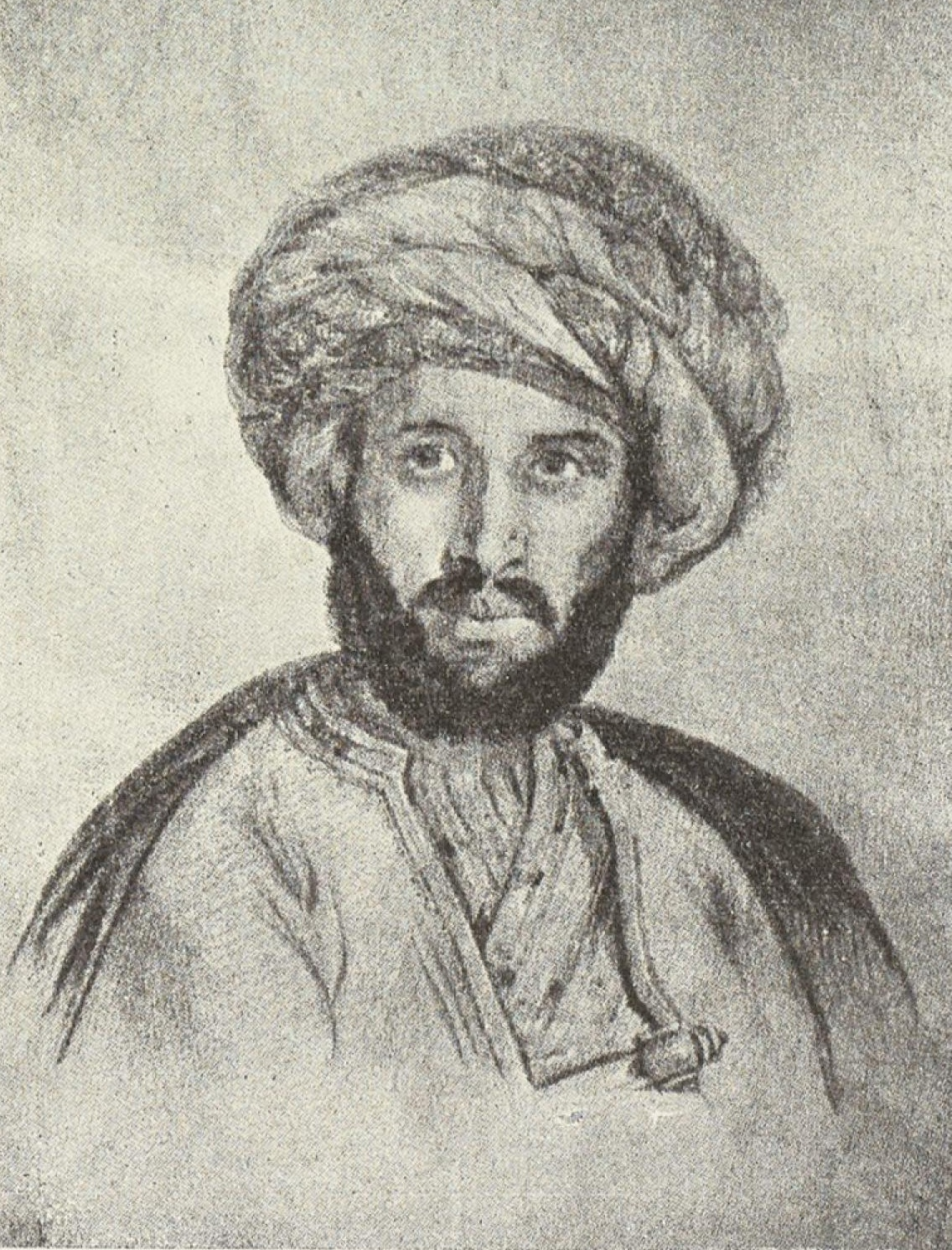
Ріфаа ат-Тахтаві (1801–1873), єгипетський письменник, викладач, перекладач, єгиптолог та інтелектуал Нахди.

На Близькому Сході та в Османській імперії вплив лібералізму був значним. У XIX столітті арабські, османські та перські інтелектуали відвідували Європу, щоб вивчати і знайомитися з західною літературою, наукою та ліберальними ідеями. Це змусило їх замислитися над проблемами відсталості своїх країн і дійти висновку, що для модернізації своїх суспільств їм необхідно сприяти конституціоналізму, розвитку та ліберальним цінностям. У той же час посилення європейської присутності на Близькому Сході та стагнація регіону спонукали деяких близькосхідних лідерів, зокрема Махмуда II та його сина Абдул-Меджида I, Мухаммеда Алі-пашу та Аміра Кабіра, здійснити соціально-політичні зміни та розпочати модернізаційні проекти. У 1826 році інтелектуал та академік Ріфаа ат-Тахтаві був відправлений до Парижа в рамках однієї з наукових місій Мухаммеда Алі. Тахтаві вивчав етику, соціальну і політичну філософію та математику. Під час свого перебування у Франції він читав, зокрема, твори Кондільяка, Вольтера, Руссо, Монтеск'є і Безу.
У 1831 році Тахтаві повернувся додому, щоб взяти участь у загальнодержавних зусиллях з модернізації єгипетської інфраструктури та освіти в рамках так званого єгипетського відродження (Нахда), яке процвітало наприкінці XIX та на початку XX століть, згодом поширившись на арабомовні регіони, що перебували під владою Османської імперії, включаючи Ліван, Сирію та інші. У 1835 році він заснував Школу мов (також відому як Школа перекладачів), яка стала частиною Університету Айн Шамс у 1973 році. Після повернення Ат-Тахтаві став прихильником парламентаризму, прав громадян на участь у політичному житті та права жінок на освіту. Школа мов випустила перших сучасних єгипетських інтелектуалів, які стали основою масової мобілізації проти британського колоніалізму в Єгипті, що зароджувалася. Три його опубліковані томи були роботами з політичної та моральної філософії. Вони познайомили його єгипетську аудиторію з ліберальними ідеями Просвітництва, такими як світська влада, політичні права і свободи, його ідеями про те, яким має бути сучасне цивілізоване суспільство і що таке цивілізований або «добрий єгиптянин», а також його ідеями про суспільний інтерес і суспільне благо.
В Османській імперії, щоб захистити свою територіальну цілісність від внутрішніх націоналістичних рухів та зовнішніх агресивних сил, імперія розпочала низку реформ. Цей період називається Танзимат (реорганізація). Хоча ліберальні міністри та інтелектуали намагалися вплинути на реформи, мотиви впровадження Танзимату були бюрократичними. Ці зміни були зроблені для покращення громадянських свобод. Однак реформаторські ідеї та тенденції Нахди і Танзімату не досягли широкого загалу, оскільки книги, періодичні видання та газети були доступні насамперед інтелектуалам і сегментам середнього класу, що зароджувався, тоді як багато мусульман сприймали їх як чужорідний вплив на світ ісламу. Таке сприйняття ускладнювало реформаторські зусилля близькосхідних держав. Політика під назвою «османізм» мала на меті об'єднати всі різні народи, що проживали на османських територіях, «мусульман і немусульман, турків і греків, вірмен і євреїв, курдів і арабів». Ця політика офіційно розпочалася з Указу Гюльхане 1839 року, який проголосив рівність перед законом як мусульманських, так і немусульманських османів.
У 1865 році група османських турецьких інтелектуалів, незадоволених реформами Танзимату в Османській імперії, заснувала таємне товариство під назвою «Нові османи». Вони вважали, що реформи зайшли недостатньо далеко, і хотіли покласти край самодержавству в імперії. Вони прагнули трансформувати османське суспільство, зберігши імперію та модернізувавши її за європейським зразком, запровадивши конституційне правління. Хоча «Нові османи» часто мали ідеологічні розбіжності, всі вони погоджувалися з тим, що новий конституційний уряд повинен залишатися певною мірою вкоріненим в ісламі, щоб підкреслити «постійну і суттєву дійсність ісламу як основи османської політичної культури». Однак вони синкретизували ісламський ідеалізм з сучасним лібералізмом і парламентською демократією; для них європейський парламентський лібералізм був зразком для наслідування, відповідно до догматів ісламу. Вони «намагалися примирити ісламські концепції правління з ідеями Монтеск'є, Дантона, Руссо та сучасних європейських вчених і державних діячів».
Намик Кемаль, який мав вплив на формування младоосманців, захоплювався конституцією Третьої французької республіки; він підсумував політичні ідеали младоосманців як «суверенітет нації, поділ влади, відповідальність чиновників, особиста свобода, рівність, свобода думки, свобода преси, свобода об'єднань, користування власністю, недоторканність житла». Молоді османи вважали, що однією з головних причин занепаду імперії була відмова від ісламських принципів на користь імітації європейської сучасності з небажаними компромісами для обох, і вони прагнули об'єднати ці два підходи таким чином, щоб, на їхню думку, найкраще служити інтересам держави та її народу. Вони прагнули відродити імперію, запровадивши певні європейські моделі правління, зберігаючи при цьому ісламські засади, на яких імперія була заснована. Серед видатних членів цього товариства були письменники та публіцисти, такі як Ібрагім Шинасі, Намик Кемаль, Алі Суаві, Зія Паша та Ага Ефенді.

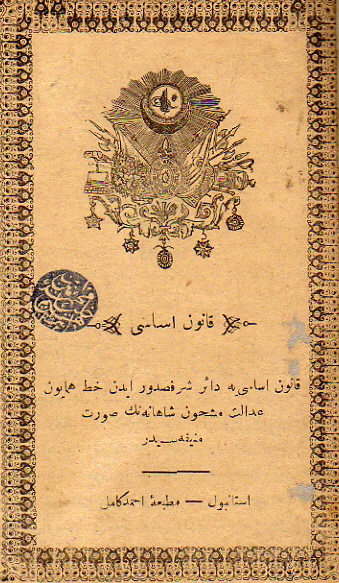
Конституція Османської імперії

Внутрішні фінансові та дипломатичні кризи 1875–1876 рр. дозволили молодим османам отримати вирішальний момент, коли султан Абдул Гамід II призначив ліберально налаштованого Мідхата-пашу Великим візиром і неохоче оприлюднив османську конституцію 1876 р. — першу спробу конституції в Османській імперії, що поклала початок Першій конституційній ері та поклала край Танзимату.  Завдяки ліберальним інтелектуалам, які намагалися модернізувати своє суспільство шляхом просування розвитку, прогресу та ліберальних цінностей, в Османській імперії було запроваджено конституціоналізм, Мідхат-паша часто вважається одним із засновників Османського парламенту. Хоча цей період був недовгим, оскільки Абдулхамід врешті-решт призупинив дію конституції та парламенту в 1878 році на користь повернення до абсолютної монархії з ним самим при владі, спадщина та вплив младоосманців продовжували зберігатися аж до розпаду імперії. Кілька десятиліть потому інша група реформаторськи налаштованих османів, младотурків, повторила зусилля младоосманців, що призвело до младотурецької революції 1908 року і початку Другої конституційної ери.
Період Нахди був спрямований на модернізацію ісламу та суспільства. Мислителі та релігійні реформатори відкидали традиційні погляди та заохочували модернізацію через відмову від такліду (наслідування, дотримання правового прецеденту) та акцент на іджтіхаді (інтелектуальні зусилля, міркування та герменевтику), що вони розглядали як повернення до ісламських витоків. [127] [128] Ісламський модерністський рух, який також іноді називають модерністським салафізмом, був описаний як "перша мусульманська ідеологічна відповідь на західний культурний виклик"[a] Ісламський модернізм був першим з декількох течій, включаючи секуляризм, ісламізм і салафізм, що виникли в середині 19-го століття у відповідь на швидкі зміни того часу, особливо на наступ західної цивілізації і колоніалізму на мусульманський світ. [130] До засновників ісламського модернізму належать Мухаммад Абдух, шейх університету Аль-Азхар протягом короткого періоду до своєї смерті в 1905 році, Джамаль ад-Дін аль-Афгані та Мухаммад Рашид Ріда (пом. 1935 р.). Рух розпочався з Ріфаа ат-Тахтаві, але набув популярності, коли аль-Афгані організував групу мусульманських вчених для обговорення соціально-політичних і богословських проблем, з якими стикається іслам. 131] Рух намагався примирити ісламську віру з сучасними західними цінностями, такими як націоналізм, демократія, громадянські права, раціональність, рівність і прогрес. [130] Він характеризувався "критичним переосмисленням класичних концепцій і методів юриспруденції" і новим підходом до ісламської теології та екзегези Корану (Тафсір).[129] Ісламський модернізм і ліберальний націоналізм були взаємопов'язані, обидва були факторами відступу ісламської ортодоксії і занепаду абсолютистської держави. Хоча близькосхідний ліберальний націоналізм надихався західним лібералізмом, виступаючи за національну інтеграцію через культурні та освітні реформи, просування національних мов корінних народів, відокремлення релігії від політики, концепції націоналізму та принципи демократичних інститутів. Це була відповідь на колоніалізм та інтервенціонізм, що суперечило інтересам Заходу в регіоні[129]. В Єгипті ісламський модернізм дозволив ліберально налаштованим громадянам охопити ширшу аудиторію. Це закінчилося в 1920-1930-х роках, коли ліберальний націоналізм набув сильної світської орієнтації, послабивши ісламський модернізм. 129] Всі ці зміни в мусульманському світі створили відчуття кризи всередині ісламу, що сприяло ісламському відродженню[130][132].
У 1909 році в Персії, де правили каджарці (сьогодні Іран), Демократична партія (також перекладається як Демократична партія) під час конституційного періоду була однією з двох основних парламентських партій того часу, поряд зі своїм суперником - Партією поміркованих соціалістів [133]. [133] Спочатку вона була відгалуженням Соціал-демократичної партії Закавказзя, в основному складалася з ліберальних інтелектуалів середнього класу і виступала за представницьку політичну систему та відокремлення церкви від держави, щоб обмежити владу монархії та духовенства.[134][135] Вона вплинула на Конституцію 1906 року, яка створила Меджліс (парламент) і Сенат. Однак через внутрішні та зовнішні чинники партія не змогла значно зрости і була придушена, а після встановлення династії Пехлеві в 1925 році розпалася на різні дрібніші об'єднання[135].
У Японії, яка була загалом ліберальною у 1920-х роках, лібералізм занепав у 1930-х роках під тиском військових.
В Єгипті партія Вафд ("Партія делегації") була націоналістичною ліберальною політичною партією в Єгипті. Вважається, що вона була найпопулярнішою і найвпливовішою політичною партією Єгипту протягом 1920-х і 30-х років. Хоча зусилля ліберальних націоналістів увінчалися формуванням конституційної монархії з Конституцією Єгипту 1923 року,[136] ліберальний націоналізм занепав наприкінці 1930-х років через зростання та протистояння двох рухів, Мусульманського братства та панарабського націоналізму.[136] Однак були різні приклади інтелектуалів, які виступали за ліберальні цінності та ідеї. Видатними лібералами цього періоду були Таха Хусейн, Ахмед Лутфі ес-Саїд, Тауфік аль-Хакім, Абд аль-Раззак ель-Санхурі, Абд аль-Раззак ель-Санхурі та Мухаммад Мандур[137].
Таха Хусейн і Ахмед Лутфі ас-Саїд були одними з найвпливовіших єгипетських інтелектуалів 20-го століття.[138][139] Хусейн виступав проти ісламізму, і одним з його головних внесків у ліберальний рух було дослідження того, як можна примирити єгипетський лібералізм та іслам. Він вірив у свободу і рівність, а також у те, що Єгипет повинен розвиватися як сучасне, освічене суспільство відповідно до ідей Французької революції та індустріальної епохи[140].
Ель-Саїд був одним з архітекторів сучасного єгипетського націоналізму, секуляризму та лібералізму. Відомий як "професор покоління", він був впливовою особою в єгипетському націоналістичному русі та антиколоніальним активістом[141]. ель-Саїд вірив у рівність і права для всіх людей. Він був першим директором Каїрського університету, в якому працював з 1925 по 1941 рр.[142] Вважається одним з перших єгипетських чиновників, який познайомив широку арабську громадськість з роботами Мілля, щоб вони могли ознайомитися з концепціями лібералізму. Він вважав, що люди повинні мати право голосу в тому, що відбувається в їхньому уряді та країні, і що всі люди мають певні громадянські права, які не можуть бути відібрані[143].
У 1949 році Національний фронт Ірану був заснований Мохаммадом Мосаддегом, Хосейном Фатемі, Ахмадом Зіракзаде, Алі Шаєганом і Карімом Санджабі та ін.[144] Це найстаріша продемократична група, що діє в Ірані.[145] Фронт був задуманий як широкий альянс асоціацій однодумців, що включав різні націоналістичні, ліберальні та соціал-демократичні партії, з метою зміцнення демократії, свободи преси та конституційного уряду. [146] [147] Найважливішими групами Фронту були Іранська партія, Партія трудівників, Національна партія та Тегеранська асоціація базарних торговельних і ремісничих гільдій.[148] [149] До Іранської партії, яка була заснована в 1946 році як платформа для іранських лібералів, входили такі діячі, як Карім Санджабі, Голам Хосейн Садігі, Ахмад Зіракзаде та Аллах-Яр Салех.[150]
У квітні 1951 року Національний фронт став правлячою коаліцією, коли демократично обраний Мохаммад Мосаддег обійняв посаду прем'єр-міністра Ірану. Мосаддег був ліберальним націоналістом і відомим парламентарієм, який виступав за верховенство права і свободу іноземного втручання,[151][152] його адміністрація запровадила низку прогресивних соціальних і політичних реформ, таких як соціальне забезпечення і земельна реформа, включаючи оподаткування орендної плати за землю. Однак найбільш помітною політикою його уряду стала націоналізація іранської нафтової промисловості, яка перебувала під британським контролем з 1913 року через Англо-Перську нафтову компанію (APOC/AIOC) (пізніше British Petroleum і BP), ставши першою країною на Близькому Сході, яка націоналізувала свою нафтову промисловість[153].
Ліберальний і незалежний спосіб правління Моссадега здобув йому народну підтримку, але також відштовхнув різні групи. Він вступив у прямий конфлікт із західними інтересами в регіоні, кинув виклик владі шаха, а толерантність Моссадега до лівих груп образила традиціоналістів та улам. 154] На користь зміцнення монархічного правління Мохаммеда Реза Пехлеві Вінстон Черчилль та адміністрація Ейзенхауера вирішили повалити уряд Ірану, хоча попередня адміністрація Трумена виступала проти перевороту. [155] Мосаддег був усунутий від влади в результаті перевороту 19 серпня 1953 року, організованого і здійсненого ЦРУ на прохання МІ-6, яка обрала іранського генерала Фазлоллу Захеді наступником Мосаддега[156][157][158][159][160].
Переворот 1953 року поклав край домінуванню лібералізму в уряді країни. До 1953 року і протягом 1960-х років Національний фронт роздирали чвари між світськими і релігійними елементами, і з часом він розпався на різні ворогуючі фракції[161][145][162], поступово перетворившись на провідну організацію світських лібералів з націоналістичними членами, які дотримуються ліберальної демократії та соціал-демократії.[163][161].
В середині 20-го століття Ліберальна партія та Прогресивна партія були сформовані для протистояння політиці апартеїду, що проводилася урядом. Ліберали утворили багаторасову партію, яка спочатку отримала значну підтримку від міських чорношкірих та білих з вищою освітою[164]. Вона також здобула прихильників серед "вестернізованих верств селянства", а її публічні зібрання активно відвідували чорношкірі.[165] У період розквіту партія налічувала 7000 членів, хоча її привабливість для білого населення в цілому була надто малою, щоб домогтися якихось значущих політичних змін[164]. Лібералів розпустили в 1968 році, після того, як уряд ухвалив закон, що забороняв партіям мати багаторасовий склад членів.
В Індії ІНК був заснований наприкінці 19 століття ліберальними націоналістами, які вимагали створення більш ліберальної та автономної Індії.[166] Лібералізм залишався основною ідеологічною течією групи протягом перших років 20 століття, але соціалізм поступово затьмарив мислення партії в наступні кілька десятиліть.
Відома боротьба під проводом ІНК врешті-решт призвела до здобуття Індією незалежності від Великої Британії. Останнім часом партія стала більш ліберальною, виступаючи за відкриті ринки і водночас прагнучи соціальної справедливості. У своєму Маніфесті 2009 року ІНК вихваляє "світський і ліберальний" індійський націоналізм на противагу нативістським, общинним і консервативним ідеологічним тенденціям, які, як він стверджує, сповідують праві[167]. Загалом, головною темою азійського лібералізму за останні кілька десятиліть було зростання демократизації як методу, що сприяє швидкій економічній модернізації континенту[168]. Однак у таких країнах, як М'янма, на зміну ліберальній демократії прийшла військова диктатура[169].
Серед африканських країн Південна Африка вирізняється помітною ліберальною традицією, якої бракує іншим країнам континенту. Сьогодні лібералізм у Південній Африці представлений Демократичним альянсом, офіційною опозиційною партією до правлячого Африканського національного конгресу. Демократичний альянс є другою за чисельністю партією в Національній асамблеї і наразі очолює уряд провінції Західний Кейп.
Останнім часом ліберальні партії та інституції зробили значний поштовх до політичної влади. На континентальному рівні ліберали об'єднані в Африканську ліберальну мережу, до якої входять такі впливові партії, як Народний рух у Марокко, Демократична партія в Сенегалі та Об'єднання республіканців у Кот-д'Івуарі. В Азії кілька азійських країн відкрито відкинули важливі ліберальні принципи. На континенті ліберали об'єднані в Раду азіатських лібералів і демократів, до якої входять такі потужні партії, як Ліберальна партія на Філіппінах, Демократична прогресивна партія на Тайвані та Демократична партія в Таїланді. Яскравим прикладом ліберального впливу є Індія. В Індії, найбільш густонаселеній демократичній країні світу, Індійський національний конгрес вже давно домінує в політичних справах.

### Америка
У Латинській Америці ліберальні заворушення беруть свій початок у XVIII столітті, коли ліберальна агітація в Латинській Америці призвела до здобуття незалежності від імперської влади Іспанії та Португалії. Нові режими були загалом ліберальними за своїм політичним світоглядом і використовували філософію позитивізму, яка підкреслювала істинність сучасної науки, для зміцнення своїх позицій[170].
Ліберальна та консервативна боротьба в Іспанії повторилася і в Латинській Америці. Як і його колишній господар, цей регіон був осередком воєн, конфліктів і революційної активності протягом усього 19-го століття. У Мексиці ліберали запровадили програму «Реформа» у 1850-х роках, зменшивши владу військових і католицької церкви[171]. Консерватори були обурені цими кроками і підняли повстання, яке спричинило смертельний конфлікт. З 1857 по 1861 рік Мексика була охоплена кривавою Війною за реформи, масовим внутрішнім та ідеологічним протистоянням між лібералами та консерваторами.[171] Зрештою ліберали перемогли, і Беніто Хуарес, відданий ліберал, а нині мексиканський національний герой, став президентом республіки. Після Хуареса Мексика страждала від тривалих періодів диктаторських репресій, які тривали до Мексиканської революції на початку 20 століття.
Ще один регіональний приклад ліберального впливу можна знайти в Еквадорі. Як і інші країни регіону в той час, Еквадор був занурений у конфлікти і невизначеність після здобуття незалежності від Іспанії. До середини 19 століття країна занурилася в хаос і божевілля, а народ був розділений між ворогуючими ліберальним і консервативним таборами. Внаслідок цих конфліктів Гарсія Морено створив консервативний уряд, який правив країною кілька років. Однак ліберали були розлючені консервативним режимом і повністю повалили його під час Ліберальної революції 1895 року. Радикальних лібералів, які скинули консерваторів, очолив Елой Альфаро, запальний політик, який здійснив низку соціально-політичних реформ, включаючи відокремлення церкви від держави, легалізацію розлучень і створення державних шкіл[172].
Ліберальні революції в таких країнах, як Мексика та Еквадор, відкрили сучасний світ для більшої частини Латинської Америки. Латиноамериканські ліберали, як правило, наголошували на вільній торгівлі, приватній власності та антиклерикалізмі[173].

У Сполучених Штатах жорстока війна забезпечила цілісність нації та скасування рабства на півдні. Історик Дон Дойл стверджував, що перемога Союзу в Громадянській війні в США (1861-65) дала значний поштовх курсу лібералізму[174]. Перемога Союзу надихнула народно-демократичні сили. З іншого боку, перемога Конфедерації означала б нове народження рабства, а не свободи. Історик Фергус Бордевіч, слідом за Дойлом, стверджує це:
Перемога Півночі рішуче довела довговічність демократичного правління. З іншого боку, незалежність Конфедерації створила б американську модель реакційної політики та репресій на расовому ґрунті, яка, ймовірно, кинула б міжнародну тінь на двадцяте століття, а можливо, й далі"[175].
У Канаді Ліберальна партія, заснована в 1867 році і час від часу відома під назвою «Грітс», керувала країною протягом майже 70 років у 20-му столітті. Ця партія породила деяких з найвпливовіших прем'єр-міністрів в історії Канади, включаючи П'єра Трюдо, Лестера Б. Пірсона і Жана Кретьєна, і несе основну відповідальність за розвиток канадської держави загального добробуту. Величезний успіх лібералів - практично неперевершений у будь-якій іншій ліберальній демократії - спонукав багатьох політичних коментаторів з часом визначити їх як природну правлячу партію країни[176].
У Сполучених Штатах сучасний лібералізм веде свою історію від популярного президентства Франкліна Делано Рузвельта, який ініціював Новий курс у відповідь на Велику депресію і виграв безпрецедентні чотири вибори. Коаліція «Новий курс», створена Франкліном Рузвельтом, залишила вирішальну спадщину і вплинула на багатьох майбутніх американських президентів, включаючи Джона Ф. Кеннеді, ліберала, який визначав ліберала як «того, хто дивиться вперед, а не назад, того, хто вітає нові ідеї без жорсткої реакції ... того, хто дбає про добробут народу»[177]. Соціал-ліберальна програма, започаткована президентом Рузвельтом у Сполучених Штатах - «Новий курс» - стала дуже популярною серед американської публіки. У 1933 році, коли Рузвельт вступив на посаду, рівень безробіття становив приблизно 25 відсотків.[178] Розмір економіки, виміряний валовим національним продуктом, впав до половини значення, яке він мав на початку 1929 року.[179] Перемога Рузвельта і демократів на виборах прискорила потік дефіцитних витрат і програм громадських робіт. У 1940 році рівень безробіття впав на 10 пунктів до близько 15 відсотків.[180] Додаткові державні витрати та гігантська програма громадських робіт, спричинена Другою світовою війною, врешті-решт вивели Сполучені Штати з Великої депресії. Соціал-ліберальна програма знизила рівень безробіття з приблизно 25 відсотків до близько 15 відсотків до 1940 року.[178] Додаткові державні витрати і дуже велика програма громадських робіт, викликана Другою світовою війною, врешті-решт витягли Сполучені Штати з Великої депресії. З 1940 по 1941 рік державні витрати зросли на 59%, валовий внутрішній продукт збільшився на 17%, а рівень безробіття вперше з 1929 року впав нижче 10%[181].
Серед різних регіональних і національних рухів, рух за громадянські права у Сполучених Штатах протягом 1960-х років сильно виділяв ліберальні зусилля за рівні права.[182] Проект «Велике суспільство», започаткований президентом Ліндоном Б. Джонсоном, керував створенням Medicare і Medicaid, заснуванням Head Start і Job Corps як частини Війни з бідністю, а також прийняттям знакового Закону про громадянські права 1964 року - загалом, стрімкою серією подій, яку деякі історики охрестили «Годиною лібералізму».[183].
У 1960-х і 1970-х роках справу фемінізму Другої хвилі в США значною мірою просували ліберальні феміністичні організації, такі як Національна організація жінок[4].
Наприкінці 20 століття в Республіканській партії розвинулася консервативна реакція проти лібералізму, який відстоювали Рузвельт і Кеннеді.[184] Ця марка консерватизму в першу чергу реагувала на культурні та політичні потрясіння 1960-х.[184] Це допомогло привести до влади таких президентів, як Рональд Рейган, Джордж Дж. Буш, Джордж Буш-молодший і Дональд Трамп.[185] Економічні негаразди на початку 21-го століття призвели до відродження соціального лібералізму з обранням Барака Обами на президентських виборах 2008 року,[186] а також до врівноважуючого і частково реактивного консервативного популізму і націоналізму, втіленого в русі «Чаювання» і обрання Дональда Трампа.
Сьогодні ринкові ліберали в Латинській Америці об'єднані в Червону ліберальну партію Латинської Америки (RELIAL) - правоцентристську мережу, яка об'єднує десятки ліберальних партій та організацій. До RELIAL входять такі географічно різноманітні партії, як мексиканська Nueva Alianza та Кубинський ліберальний союз, який має на меті забезпечити собі владу на Кубі. Деякі великі ліберальні партії в регіоні продовжують орієнтуватися на соціал-ліберальні ідеї та політику - яскравим прикладом є Колумбійська ліберальна партія, яка є членом Соціалістичного Інтернаціоналу. Іншим відомим прикладом є Парагвайська автентична радикальна ліберальна партія, одна з найвпливовіших партій в країні, яка також класифікується як лівоцентристська[187].

### Європа
В Іспанії ліберали, перша група, яка використала ліберальний ярлик у політичному контексті,[188] десятиліттями боролися за впровадження Конституції 1812 року - поваливши монархію в 1820 році в складі Трієніо Ліберал і перемігши консервативних карлістів у 1830-х роках.
У Франції падіння Наполеона в 1814-15 роках повернуло до влади реакційних королів Бурбонів. Однак навіть вони не змогли повернути назад лібералізацію Французької революції і були повалені в 1830 році.[189] Так само падіння Наполеона привело до влади консерваторів у більшості країн Європи.[190] Липнева революція 1830 року, організована ліберальними політиками і журналістами, усунула монархію Бурбонів і надихнула на подібні повстання в інших країнах Європи. Розчарування темпами політичного прогресу на початку 19 століття призвело до ще більш гігантських революцій у 1848 році. Революції охопили Австрійську імперію, німецькі та італійські держави. Уряди швидко падали. Ліберальні націоналісти вимагали писаних конституцій, представницьких зборів, більших виборчих прав і свободи преси.[191] У Франції була проголошена друга республіка. Кріпосне право було скасовано в Пруссії, Галичині, Богемії та Угорщині. Незламний Меттерніх, австрійський будівничий панівного консервативного порядку, шокував Європу, коли подав у відставку і в паніці, переодягнувшись, втік до Британії[192].
Однак, зрештою, успіх революціонерів зійшов нанівець. Без французької допомоги італійці були легко розбиті австрійцями. Завдяки певному везінню та вмінню Австрії також вдалося стримати бурхливі націоналістичні настрої в Німеччині та Угорщині, чому сприяв провал Франкфуртської асамблеї, яка не змогла об'єднати німецькі держави в єдину націю. Однак через два десятиліття італійці та німці реалізували свої мрії про об'єднання та незалежність. Сардинський прем'єр-міністр Камілло ді Кавур був проникливим лібералом, який розумів, що єдиний ефективний спосіб для італійців здобути незалежність - це якщо французи будуть на їхньому боці[193]. Наполеон III погодився на прохання Кавура про допомогу, і Франція перемогла Австрію у франко-австрійській війні 1859 року, підготувавши ґрунт для незалежності Італії. Об'єднання Німеччини відбулося під керівництвом Отто фон Бісмарка, який знищував ворогів Пруссії у війні за війною, врешті-решт здобувши перемогу над Францією у 1871 році і проголосивши Німецьку імперію у Дзеркальній залі у Версалі, завершивши чергову сагу в прагненні до націоналізації. Французи проголосили третю республіку після поразки у війні.
У Німеччині об'єднання привело до влади провідного консерватора дев'ятнадцятого століття Отто фон Бісмарка, представника землевласницької юнкерської аристократії.[194] Щоб забезпечити лояльність робітничих класів до правлячої аристократії, Бісмарк запровадив як загальне чоловіче виборче право, так і першу соціальну державу.[195] Спочатку Бісмарк сформував коаліцію з лібералами, зосередившись на скасуванні торговельних обмежень та зменшенні влади католицької церкви. Наприкінці 1870-х років він змінив позиції і почав співпрацювати з католиками. Він найбільш відомий своєю зовнішньою політикою, яка збалансувала численні конкуруючі інтереси, щоб створити мирну епоху.
У Сполученому Королівстві скасування Кукурудзяних законів у 1846 році стало переломним моментом і увібрало в себе тріумф вільної торгівлі та ліберальної економіки. Ліга боротьби з кукурудзяним законом об'єднала коаліцію ліберальних і радикальних груп на підтримку вільної торгівлі під керівництвом Річарда Кобдена і Джона Брайта, які виступали проти мілітаризму і державних видатків. Їхню політику низьких державних витрат і низького оподаткування пізніше підтримав ліберальний канцлер казначейства, а згодом прем'єр-міністр Вільям Юарт Гладстон[196]. Хоча класичні ліберали прагнули до мінімуму державної активності, вони зрештою прийняли принцип державного втручання в економіку на початку 19 століття з прийняттям «Фабричних законів». Приблизно з 1840 по 1860 роки прихильники свободи підприємництва Манчестерської школи та автори журналу «Економіст» були впевнені, що їхні ранні перемоги призведуть до періоду розширення економічної та особистої свободи і миру в усьому світі, але з 1850-х років вони зіткнулися з протилежними тенденціями, оскільки державне втручання та діяльність продовжували розширюватися. Джеремі Бентам і Джеймс Мілль, хоча і були прихильниками laissez-faire, невтручання у зовнішні справи та особистої свободи, вважали, що соціальні інститути можуть бути раціонально перероблені на основі принципів утилітаризму. До 1870-х років Герберт Спенсер та інші класичні ліберали дійшли висновку, що історичний розвиток обертається проти них[197]. До Першої світової війни Ліберальна партія значною мірою відмовилася від класичних ліберальних принципів[198].
Ліберали на чолі з Генрі Кемпбеллом-Баннерманом, а згодом Г.Г. Асквітом повернулися з повною силою на загальних виборах 1906 року, отримавши підтримку виборців робітничого класу, стурбованих цінами на продукти харчування. Після цієї історичної перемоги Ліберальна партія запровадила різноманітні реформи, включаючи медичне страхування, страхування на випадок безробіття та пенсії для літніх робітників, тим самим заклавши основу для майбутньої британської держави загального добробуту[199].
Народний бюджет 1909 року, за який виступали Девід Ллойд Джордж та його колега-ліберал Вінстон Черчилль, запровадив безпрецедентні для Британії податки на багатих і радикальні програми соціального забезпечення[200]. Це був перший бюджет, що мав на меті перерозподілити багатство серед населення. Він запровадив підвищені податки на предмети розкоші, алкоголь, тютюн, доходи та землю - податки, які непропорційно вплинули на багатих, - щоб гроші могли бути спрямовані на нові соціальні програми, а також на нові лінкори. У 1911 році Ллойд Джорджу вдалося провести через парламент свій Закон про національне страхування, який передбачав страхування на випадок хвороби та інвалідності, а за ним послідував Закон про страхування на випадок безробіття[201][202].

Історик Петер Вайлер стверджує наступне:
Хоча це законодавство все ще частково ґрунтувалося на старих ліберальних уявленнях про характер, самодостатність і капіталістичний ринок, воно, тим не менш, ознаменувало значний зсув у ліберальних підходах до державних і соціальних реформ, підходах, які пізніші уряди будуть повільно розширювати і які після Другої світової війни переростуть у державу загального добробуту. Новим у цих реформах було припущення, що держава може бути позитивною силою, що міра індивідуальної свободи [...] полягає не в тому, наскільки держава залишає людей у спокої, а в тому, чи дає вона їм можливість реалізувати себе як особистості"[203][204].
На рубежі 20-го століття некомпетентність правлячого класу в Росії дискредитувала монархію та аристократію. Росія вже оговтувалася від попередніх поразок від Японії та політичної боротьби з кадетами, потужним ліберальним блоком у Думі. Зіткнувшись з величезним дефіцитом товарів першої необхідності та масовими заворушеннями на початку 1917 року, цар Микола II зрікся престолу в березні, поклавши край трьохсотлітньому правлінню Романових і проклавши шлях лібералам до проголошення республіки. Російські ліберали неодноразово використовували гасла, символи та ідеї Французької революції - свобода, рівність, братерство у головних громадських місцях - щоб створити емоційну прив'язаність до минулого, прив'язаність, яка, як сподівалися ліберали, підштовхне громадськість до боротьби за сучасні цінності[205].
Але демократія була непростим завданням, і Тимчасовий уряд, який перебрав на себе управління країною, потребував співпраці з Петроградською Радою, організацією, яка об'єднувала лівих промислових робітників, щоб функціонувати і вижити. Однак під невпевненим керівництвом Олександра Керенського Тимчасовий уряд неправильно керував подальшою участю Росії у війні, що викликало гнівну реакцію петроградських робітників, які дедалі більше дрейфували вліво. Більшовики, комуністична група на чолі з Володимиром Леніним, скористалися політичною можливістю з цієї плутанини і розпочали другу революцію в Росії того ж року. У жовтні комуністи насильницьким шляхом повалили крихкий ліберально-соціалістичний лад, після чого Росія стала свідком кількарічної громадянської війни між комуністами і консерваторами, які прагнули відновити монархію.
Світова Велика депресія, що розпочалася у 1929 році, прискорила дискредитацію ліберальної економіки та посилила заклики до державного контролю над економічними справами. Економічні негаразди спричинили масові заворушення в європейському політичному світі, що призвело до виникнення фашизму як ідеології та руху, спрямованого проти лібералізму та комунізму, особливо в нацистській Німеччині та Італії.[206] Зростання фашизму в 1930-х роках врешті-решт вилилося у Другу світову війну, найсмертоносніший конфлікт в історії людства. До 1945 року союзники перемогли у війні, і їхня перемога підготувала ґрунт для Холодної війни між комуністичним Східним блоком і ліберальним Західним альянсом.
У Великій Британії Ліберальна партія втратила свій вплив на початку 20-го століття через зростання лейбористської партії. У Росії лібералізм зазнав поразки, коли до влади прийшли комуністи на чолі з Володимиром Леніним у жовтні 1917 року, в Італії - коли Муссоліні встановив диктатуру у 1922 році, у Польщі - у 1926 році за часів Юзефа Пілсудського, а в Іспанії - у 1939 році після громадянської війни. До Першої світової війни ліберальні партії домінували на європейській політичній сцені, але на початку 20-го століття вони були поступово витіснені соціалістами та соціал-демократами. Доля ліберальних партій після Другої світової війни була неоднозначною: деякі з них набирали силу, тоді як інші зазнавали постійного занепаду. 207] Однак розпад Радянського Союзу і розпад Югославії наприкінці 20-го століття дозволив сформувати багато ліберальних партій по всій Східній Європі. Ці партії розвивали різні ідеологічні напрямки. Деякі з них, такі як Словенські ліберал-демократи або Литовські соціал-ліберали, характеризуються як лівоцентристські[208][209], інші, такі як Румунська націонал-ліберальна партія, класифікуються як правоцентристські[210].
У Сполученому Королівстві держава загального добробуту була побудована після Другої світової війни. Хоча в основному це було зроблено лейбористською партією, значний внесок у її створення зробили інтелектуали з Ліберальної партії, особливо Джон Мейнард Кейнс, який заклав економічні підвалини, та Вільям Беверідж, який розробив систему соціального забезпечення[211].
У 1988 році Британська ліберальна партія об'єдналася з лейбористською Соціал-демократичною партією, що відкололася від лейбористів, і утворила Ліберально-демократичну партію. Після загальних виборів 2010 року ліберал-демократи сформували коаліційний уряд з консерваторами, надавши їм міністрів. Однак на загальних виборах 2015 року ліберал-демократи втратили 49 з 56 місць, а їхній аналіз результатів показав, що низка змін у політиці призвела до їхніх поганих результатів на виборах[212].
У Західній Європі ліберальні партії часто співпрацювали з соціалістичними та соціал-демократичними партіями, про що свідчить Фіолетова коаліція в Нідерландах наприкінці 1990-х років і в 21 столітті. Фіолетова коаліція, одна з найпослідовніших в історії Нідерландів, об'єднала прогресивну ліволіберальну партію D66,[213] економічно-ліберальну і правоцентристську VVD,[214] та соціал-демократичну Лейбористську партію - незвичне поєднання, яке врешті-решт легалізувало одностатеві шлюби, евтаназію і проституцію, а також запровадило політику непримусу до вживання марихуани.

### Океанія
В Австралії лібералізм насамперед відстоює правоцентристська Ліберальна партія[215]. Ліберали є сплавом класичних ліберальних і консервативних сил і пов'язані з правоцентристським Міжнародним демократичним союзом[215][216][217][218][219].

## Історіографія

### Мішель Фуко
Французький інтелектуал Мішель Фуко відносить появу лібералізму, як політичної філософії, так і способу правління, до XVI ст.[220] Він особливо звертає увагу на Адама Сміта, Девіда Г'юма та Адама Фергюсона. На думку Фуко, саме через подвійний рух — державної централізації, з одного боку, і розпорошення та релігійного дисидентства, з іншого, — проблема влади вперше чітко постала перед нами[221].
Центральним питанням, або проблемою управління, у зв'язку з народженням лібералізму було те, як застосувати форму управління сім'єю, «економіку», до держави в цілому. Як перенести прискіпливу увагу батька в межах родинного дому та сімейного осередку на управління державою?[222] Народження лібералізму можна віднайти у відповіді на це питання або проблему врядування. Ця відповідь засвідчила перехід від домінування суверенної влади до державного апарату і може бути охарактеризована трьома важливими змінами:[223][неповна коротка цитата].
Лібералізм, як «раціональність» управління, на думку Фуко, був унікальним серед інших попередніх технологій управління, оскільки він мав у своїй основі припущення, що людська поведінка повинна бути керованою, в прагненні сприяти ідеї, що суспільство слід розуміти як сферу, окрему від держави, а не просто як щось, що було вилучено та порушено з метою зміцнення держави. [224] У фуколівському розумінні лібералізм виник не як доктрина того, як просто керувати людьми, а скоріше як технологія управління, що виникла з вічної критики надмірного втручання держави — «пошук такої технології управління, яка могла б відповісти на постійні скарги на те, що влада керує занадто багато»[225].